# Louka Katseli

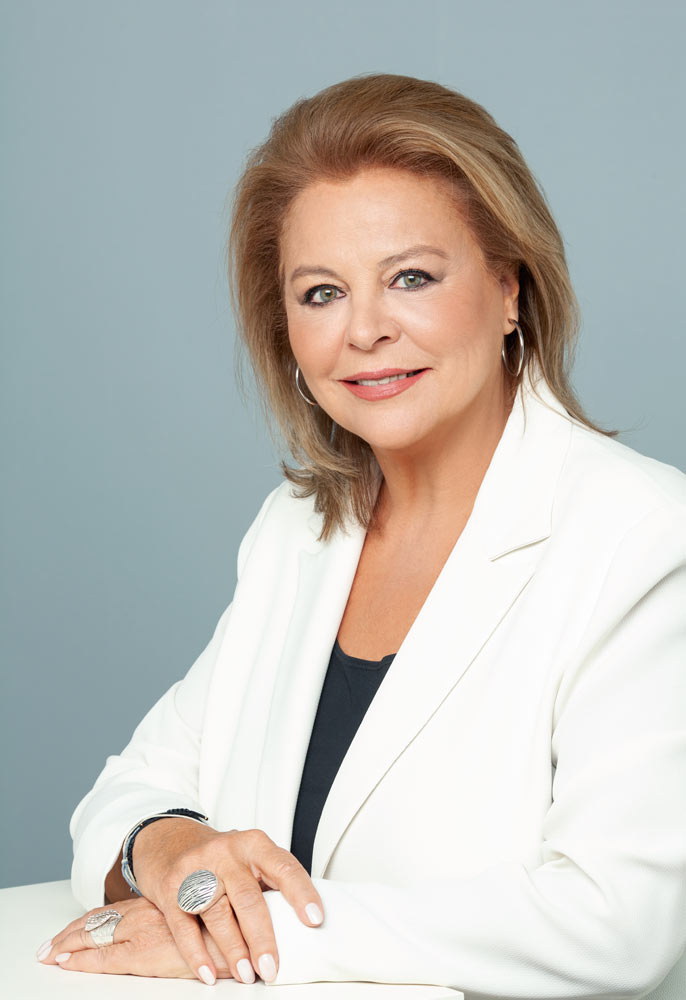
Louka Katseli (2020)

Loukia-Tarsitsa Katseli, bekannter als Luka Katseli (griechisch Λούκα Κατσέλη, * 20. April 1952 in Athen) ist eine griechische Wirtschaftswissenschaftlerin und Politikerin. Sie war von Oktober 2009 bis September 2010 griechische Wirtschaftsministerin und anschließend bis Juni 2011 Arbeitsministerin.  

## Biografie
Louka Katseli studierte Wirtschaftswissenschaften am Smith College in Northampton (Massachusetts) und wurde 1978 an der Princeton University in den USA promoviert.

### Wissenschaftliche Tätigkeit
Als Assistenzprofessorin an der Yale University 1977–1985 wurde sie 1980 als beste neue Dozentin ausgezeichnet und erhielt ein Stipendium des German Marshall Fund. Sie lehrte auch als Gastprofessorin an der Birkbeck University of London (1986) und der Athens University of Economics (1986–1987). Seit 1987 ist sie Professorin an der Fakultät für Wirtschaftswissenschaften der Universität von Athen.
Katseli arbeitete in mehreren internationalen Organisationen mit. Sie war Mitglied des Ausschusses der Vereinten Nationen für Entwicklungspolitik und im Jahr 2002 Vertreterin Griechenlands an der internationalen Konferenz über Entwicklungsfinanzierung in Monterrey. Sie vertrat Griechenland ferner in mehreren Ausschüssen der Europäischen Union, unter anderem als Mitglied der EU-Ausschüsse für Währungs- und Wirtschaftspolitik. Sie war auch als Beraterin der Europäischen Kommission, und der UNCTAD tätig. 2003 bis 2007 war sie Direktorin des Development Center der Organisation für wirtschaftliche Zusammenarbeit und Entwicklung (OECD). In zahlreichen Veröffentlichungen äußerte sie sich insbesondere zu wirtschaftlichen Fragen im Zusammenhang mit Entwicklungsländern und Immigration.

### Politische Betätigung
Seit 1976 war Louka Katseli Mitglied der sozialdemokratischen Partei PASOK. 1993–1996 war sie wirtschaftliche Beraterin von Ministerpräsident Andreas Papandreou. Bei den Parlamentswahlen 2007 wurde sie als Kandidatin der PASOK in das griechische Parlament gewählt.
Bei den Wahlen im Oktober 2009 wurde sie wiedergewählt. Sie gilt als Architektin des Wirtschaftsprogramms, mit dem die PASOK die Wahl gewann. Katseli kündigte ein Konjunkturprogramm an, das sie mit einer Reichensteuer finanzieren will. Am 7. Oktober 2009 wurde sie als Ministerin für Wirtschaft, Wettbewerbsfähigkeit und Handelsmarine in der neuen Regierung von Giorgos Papandreou vereidigt. Bei der Kabinettsumbildung am 7. September 2010 wechselte sie ins Ministerium für Arbeit und Soziale Sicherheit, bei einer erneuten Kabinettsumbildung nach Massenprotesten gegen den Sparkurs der Regierung im Juni 2011 schied Katseli, die als Gegnerin rigider Sparmaßnahmen galt, aus dem Kabinett aus.
Nachdem sie am 19. Oktober 2011 als einzige PASOK-Abgeordnete gegen eines der zahlreichen zur Bekämpfung der Wirtschaftskrise beschlossenen Gesetze gestimmt hatte, wurde sie aus der Fraktion ausgeschlossen; Zwei Wochen später wurde sie wieder aufgenommen, nachdem sie bei einer Vertrauensabstimmung für Papandreou gestimmt hatte. Sie gründete daraufhin mit der Kinoniki Symfonia eine neue Partei, die jedoch bei der Wahl im Mai 2012 an der Dreiprozenthürde scheiterte und daher bei der Neuwahl am 17. Juni 2012 die linke SYRIZA unterstützte.
Am 23. März 2015 wurde sie zur Vorsitzenden des Verwaltungsrats der Nationalbank von Griechenland (NBG) gewählt, vier Wochen später zur Vorsitzenden des Verwaltungsrats des Griechischen Bankenverbandes.
Im Januar 2025 wurde Louka Katseli von der SYRIZA zur Kandidatin bei der Präsidentschaftswahl in Griechenland 2025 ernannt. Die Abgeordneten der Nea Aristera sagten ihr bei der Wahl ebenfalls ihre Unterstützung zu. Sie unterlag dem konservativen Kandidaten Konstantinos Tasoulas.

### Anschlag vom 23. September 2009
Am 23. September 2009 explodierte ein Sprengsatz mit geringer Wirkung im Hausflur des von ihr bewohnten Stockwerks im Kolonaki-Viertel Athens und richtete geringen Sachschaden an. Der Explosion waren zwei telefonische Warnungen vorangegangen. Der Anschlag wurde der Terrorgruppe „Verschwörung der Feuerzellen“ zugeschrieben. die später auch die Verantwortung für den Anschlag übernahm.

### Familie
Katseli ist verheiratet mit Gerasimos Arsenis, der zwischen 1982 und 2000 in mehreren PASOK-Regierungen als Wirtschafts-, Verteidigungs- und Bildungsminister diente. Sie ist die Schwester einer ehemaligen PASOK-Abgeordneten. Sie hat zwei Kinder.